# Liste der Arbeitsminister Namibias
Dies ist eine Liste der Arbeits- und Sozialminister Namibias.

## Minister
| Nr. | Foto                                                                               | Name                                                                               | Lebensdaten                                                                        | Partei                                                                             | Kabinett                                                                           | Amtszeit (Beginn)                                                                  | Amtszeit (Ende)                                                                    |
| Minister für Arbeit und öffentlichen Dienst Minister of Labour and Public Services                                                     | Minister für Arbeit und öffentlichen Dienst Minister of Labour and Public Services | Minister für Arbeit und öffentlichen Dienst Minister of Labour and Public Services | Minister für Arbeit und öffentlichen Dienst Minister of Labour and Public Services | Minister für Arbeit und öffentlichen Dienst Minister of Labour and Public Services | Minister für Arbeit und öffentlichen Dienst Minister of Labour and Public Services | Minister für Arbeit und öffentlichen Dienst Minister of Labour and Public Services | Minister für Arbeit und öffentlichen Dienst Minister of Labour and Public Services |
| --- | ---------------------------------------------------------------------------------- | ---------------------------------------------------------------------------------- | ---------------------------------------------------------------------------------- | ---------------------------------------------------------------------------------- | ---------------------------------------------------------------------------------- | ---------------------------------------------------------------------------------- | ---------------------------------------------------------------------------------- |
| 01 |                                                                                    | Hendrik Witbooi (der Jüngere)                                                      | 1934–2009                                                                          | SWAPO                                                                              | Nujoma I                                                                           | 1990                                                                               | 1995                                                                               |
| Minister für Arbeit und Arbeitskräfteentwicklung Minister of Labour and Labour Development                                             |                                                                                    |                                                                                    |                                                                                    |                                                                                    |                                                                                    |                                                                                    |                                                                                    |
| 02 |                                                                                    | Moses ǁGaroëbKlicklaut                                                             | 1942–1997                                                                          | SWAPO                                                                              | Nujoma II                                                                          | 1995                                                                               | 1997                                                                               |
| Minister für Arbeit und Soziale Wohlfahrt Minister of Labour and Social Welfare                                                        |                                                                                    |                                                                                    |                                                                                    |                                                                                    |                                                                                    |                                                                                    |                                                                                    |
| 0 |                                                                                    | John Shaetonhodi (interimistisch)                                                  | 1949–                                                                              | SWAPO                                                                              | Nujoma II                                                                          | 1997                                                                               | 1999                                                                               |
| 03 |                                                                                    | Andimba Toivo ya Toivo                                                             | 1924–2017                                                                          | SWAPO                                                                              | Nujoma II                                                                          | 1999                                                                               | 2000                                                                               |
| 0 |                                                                                    | Andimba Toivo ya Toivo                                                             | 1924–2017                                                                          | SWAPO                                                                              | Nujoma III                                                                         | 2000                                                                               | 2002                                                                               |
| 04 |                                                                                    | Marco Hausiku                                                                      | 1953–2021                                                                          | SWAPO                                                                              | Nujoma III                                                                         | 2002                                                                               | 2004                                                                               |
| 05 |                                                                                    | Marlene Mungunda                                                                   | 1954–                                                                              | SWAPO                                                                              | Nujoma III                                                                         | 2004                                                                               | 2005                                                                               |
| 06 |                                                                                    | Alpheus ǃNaruseb                                                                   | 1954–                                                                              | SWAPO                                                                              | Pohamba I                                                                          | 2005                                                                               | 2008                                                                               |
| 07 |                                                                                    | Immanuel Ngatjizeko                                                                | 1952–2022                                                                          | SWAPO                                                                              | Pohamba I                                                                          | 2008                                                                               | 2010                                                                               |
| 07 | Pohamba II                                                                         | Immanuel Ngatjizeko                                                                | 1952–2022                                                                          | SWAPO                                                                              | 2010                                                                               | 2012                                                                               |                                                                                    |
| 08 |                                                                                    | Doreen Sioka                                                                       | 1960–                                                                              | SWAPO                                                                              | Pohamba II                                                                         | 2012                                                                               | 2015                                                                               |
| Minister für Arbeit, Gewerkschaftsbeziehungen und Arbeitsplatzschaffung Minister of Labour, Industrial Relations & Employment Creation |                                                                                    |                                                                                    |                                                                                    |                                                                                    |                                                                                    |                                                                                    |                                                                                    |
| 09 |                                                                                    | Erkki Nghimtina                                                                    | 1948–                                                                              | SWAPO                                                                              | Geingob I                                                                          | 2015                                                                               | 2020                                                                               |
| 10 |                                                                                    | Utoni Nujoma                                                                       | 1952–                                                                              | SWAPO                                                                              | Geingob II Mbumba                                                                  | 2020                                                                               | 2025                                                                               |
| Minister für Justiz und Arbeitsbeziehungen Minister of Justice and Labour Relations                                                    |                                                                                    |                                                                                    |                                                                                    |                                                                                    |                                                                                    |                                                                                    |                                                                                    |
| 11 |                                                                                    | Fillemon Wise Immanuel                                                             |                                                                                    | SWAPO                                                                              | Nandi-Ndaitwah                                                                     | 2025                                                                               |                                                                                    |